# Abu Mussab al Zarqauí
Abú Mussab al Zarqauí —àrab: أبو مصعب الزرقاوي, Abū Muṣʿab az-Zarqāwī—, nascut a Jordània el 20 d'octubre de 1966 i mort en raid aeri de les tropes dels EUA a l'Iraq el 7 de juny de 2006, era considerat el cap d'Al-Qaida a l'Iraq i organitzava les diferents accions contra les tropes americanes desplegades a la zona. Es creu que el seu autèntic nom era Àhmad Fadil an-Nazal al-Khalàylah (àrab: أحمد فضيل النزال الخلايلة, Aḥmad Faḍīl an-Nazāl al-Ḫalāyla), tot i que és conegut com a Abu Musab al Zarqaui (o Abu-Mussab az-Zarqawí o Abu Musab al-Zarqaui o al-Zarqawi), literalment Abu Musab d'Az-Zarqà (o Az Zarqa o Zarqa), en referència a la ciutat jordana on hauria passat la seva infància.
En el moment de la seva mort, Zarqaui era un dels membres d'Al-Qaida més buscats, i el govern dels EUA havia posat preu a la seva vida, xifrada en 25 milions de dólars. Sembla que l'operació que va posar fi a la seva vida, va ser planejada pels EUA gràcies a la informació que un talp del mateix grup de Al Zarqaui havia proporcionat a les tropes estatunidenques.

## Accions atribuïdes
- Assassinat de Laurence Foley membre de la diplomacia dels EUA a Jordània
- Decapitació de Nicholas Berg, la qual va ser enregistrada i mostrada arreu del món. Es rumoreja que qui llegia la sentència d'execució del segrestat i qui sostenia el ganivet era Al Zarqaui.
- Es creu Al Zarqaui ha entrenat altres possibles membres d'Al-Qaeda en l'ús del verí en possibles atacs a Europa
- Cotxe-bomba en hotels de Bagdad
- Se li atribueixin més de 700 morts en diferents atacs durant l'ocupació iraquiana.
- Segons el Departament d'Estat dels Estats Units Zarqaui va ser el responsable de la bomba col·locada a l'hotel Canal seu de les Nacions Unides a l'Iraq que provocar la mort de 20 persones, entre ells Sergio Vieira de Mello
- L'11 de juliol de 2004, un grup liderat per Zarqawi, es va responsabilitzar d'un atac tres dies abans a Samarra on moririen 5 soldats americans.
- Zarqaui es creu que és l'inspirador de les bombes de 2005 a Amman que mataren 70 persones en 3 hotels.